# Quattro-Antrieb

quattro-Schriftzug

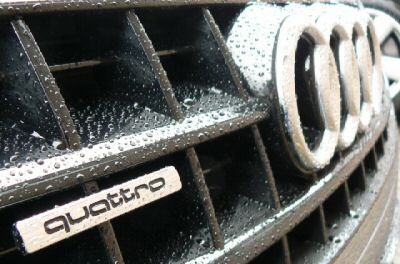
quattro-Logo auf einem Kühlergrill

quattro ist seit 1980 eine Marke des Automobilherstellers Audi für dessen Fahrzeuge mit Allradantrieb.

## Geschichte

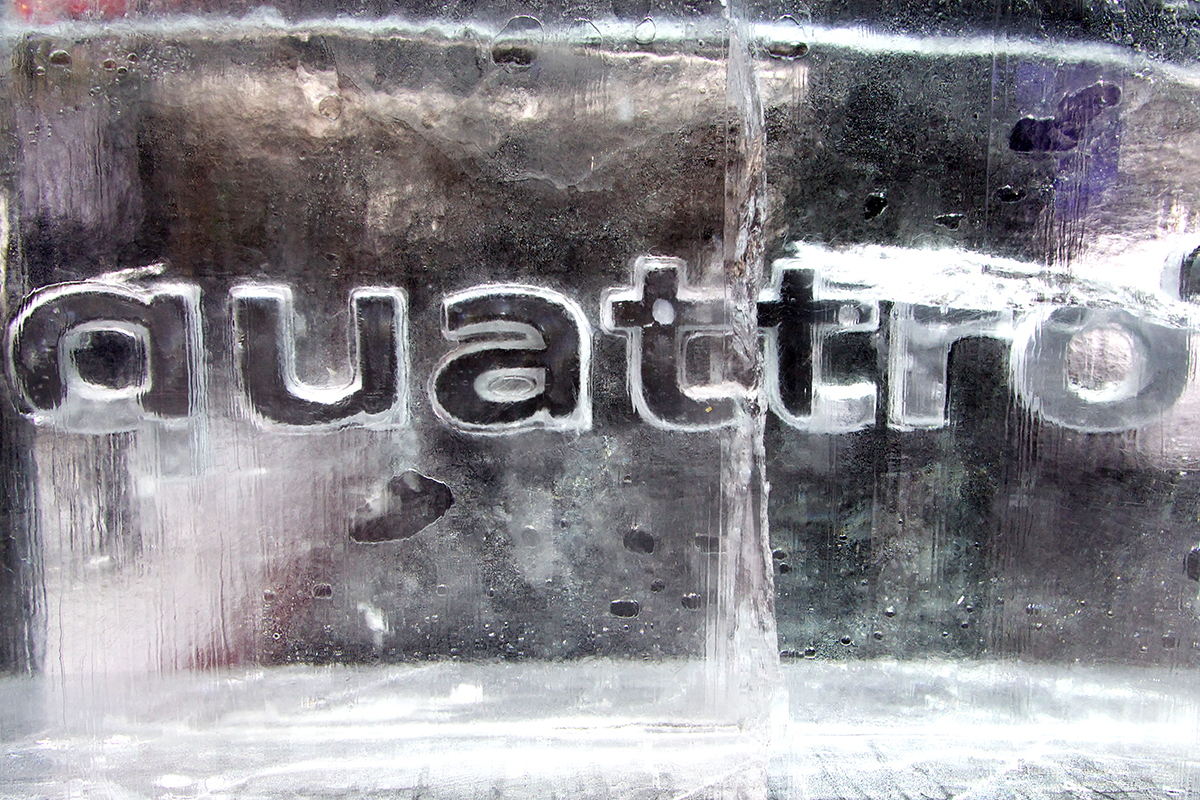
quattro-Eisblock am Genfer Autosalon

Der erste Audi mit permanentem Allradantrieb war 1980 der Audi quattro. Das Neuartige an dessen Antrieb ist, dass er kein getrenntes Verteilergetriebe hat, sondern sowohl das Mittel- als auch das Frontdifferential sind in das Getriebegehäuse eingebaut: Der Differentialkäfig sitzt hinten auf der hohlen Getriebeausgangswelle, in der die Vorderachsantriebswelle läuft.
Der Allradantrieb soll im Vergleich zu den sonst frontangetriebenen Audi-Fahrzeugen die aktive Sicherheit, die Traktion und den Geradeauslauf verbessern. Die Geländetauglichkeit ist durch die normale Bodenfreiheit bei den meisten Audi-Modellen eingeschränkt. Ausnahmen sind zum Beispiel der Audi Treser Hunter, eine auf dem Audi 90 basierende Limousine von Haustuner Walter Treser, der A4 Allroad Quattro, ein Audi A4 mit erhöhter Bodenfreiheit, der A6 Allroad quattro, der in seiner 1. Generation nur „Allroad“ genannt wurde, da er das erste geländetaugliche Fahrzeug von Audi war, oder die SUV Q7, Q5, Q3 und seit 2016 der Q2.
Alle Fahrzeuge der sportlichen „S“ und „RS“-Baureihen haben ihn serienmäßig.

## Technik
Beim quattro-Antrieb wird die Motorkraft auf alle vier Räder verteilt. Technisch werden mehrere Prinzipien eingesetzt:
- Das Mittelmotorfahrzeug R8 hat einen Allradantrieb mit elektrohydraulisch geregelter Lamellenkupplung. Hierbei wird das Antriebsmoment variabel von der Hinterachse zur Vorderachse verteilt.
- Fahrzeuge mit Quermotor und quattro (zum Beispiel A3, Q3 und TT) erhalten einen Allradantrieb mit elektrohydraulisch  geregelter Lamellenkupplung (Haldex-Kupplung). Bei diesem Fahrzeugkonzept wird das Antriebsmoment stufenlos von der Vorder- zur Hinterachse verteilt. Diese Fahrzeuge werden von der VW-Golf-Plattform abgeleitet, und der Allradantrieb ist dem quer eingebauten Frontmotor angepasst.
- Einige Modelle mit der klassischen Audi-Einbaulage des Motors (front/längs) haben einen permanenten Allradantrieb mit Mittendifferenzial, der in seiner Urform den Ruf von Audi begründete. Als Längsdifferential werden verschiedene Lösungen eingesetzt: 
  - Kegelraddifferential, manuell mit Klauenkupplung, zu 100 % sperrbar (Modelle bis 1986)
  - Planetenraddifferential mit elektronisch gesteuerter Lamellensperre (Audi V8 mit Automatikgetriebe)
  - Verschiedene Selbstsperrdifferenziale, z. B. Torsendifferenziale der Bauarten A, B, C und CSM oder
  - Kronenraddifferenziale, die über die Jahre ständig weiterentwickelt wurden (übrige Modelle mit längs eingebautem Frontmotor)
  - In einigen Varianten wird der quattro-Antrieb mit selbstsperrendem Mittendifferenzial in Kombination mit dem Sportdifferenzial, welches die Drehmomente zwischen den beiden Hinterrädern umverteilen kann angeboten. Hierdurch wird die Fahrdynamik noch weiter gesteigert.
- 2016 erschien der A4 allroad quattro mit zusätzlicher Klauen-Trennkupplung an der Hinterachse. Sie bewirkt, dass bei abgeschaltetem Hinterradantrieb die Kardanwelle stillsteht, um Kraftstoff zu sparen. Zum Einschalten des Allradantriebs wird über eine elektronische Steuerung zuerst die Lamellenkupplung am Getriebe geschlossen und dann die Klauenkupplung hinten eingerückt, wenn die Kardanwelle die passende Drehzahl erreicht hat.[6][7] Audi nennt dies „quattro mit ultra-Technologie“.

## Werbung
Im Jahr 1986 veröffentlichte Audi einen Werbefilm, in dem Rallye-Fahrer Harald Demuth einen Audi 100 C3 quattro aus eigener Kraft die schneebedeckte Pitkävuori-Skisprungschanze im finnischen Jämsä mit einer Steigung von 80 Prozent hinauffährt. Der Film wurde bei den Werbefilmfestspielen in Cannes mit dem Goldenen Löwen ausgezeichnet. Da ein Sicherungsseil zu erkennen war, kamen Zweifel auf, ob das Fahrzeug dazu fähig ist. Zum 25-jährigen Jubiläum des quattro-Antriebs im Jahr 2005 wurden diese Werbeaufnahmen auf der gleichen Schanze mit einem Audi A6 und unter Beobachtung der Medien erfolgreich wiederholt. Dabei war das Hinauffahren nur mit Spike-Reifen möglich. Ein anfänglicher Test mit normaler Bereifung scheiterte.
Audi bewirbt den Quattro-Antrieb stärker als andere Eigenschaften seiner Fahrzeuge. Zuletzt lief im Januar 2013 unter dem Motto Deutschland. Land des quattro. eine Kampagne im Fernsehen, in der das Antriebskonzept mit der Schönheit und Vielfalt des Landes gezielt verbunden wurde. Aufgrund der Aufmachung erfuhr der Werbespot, der in ähnlicher Fassung auch in Russland und anderen Ländern ausgestrahlt wurde, eine breite mediale Rezeption. Entwickelt wurde er von der Agentur thjnk.